# Sybra fulvoapicalis
Sybra fulvoapicalis là một loài bọ cánh cứng trong họ Cerambycidae.